# Nasridische dinar

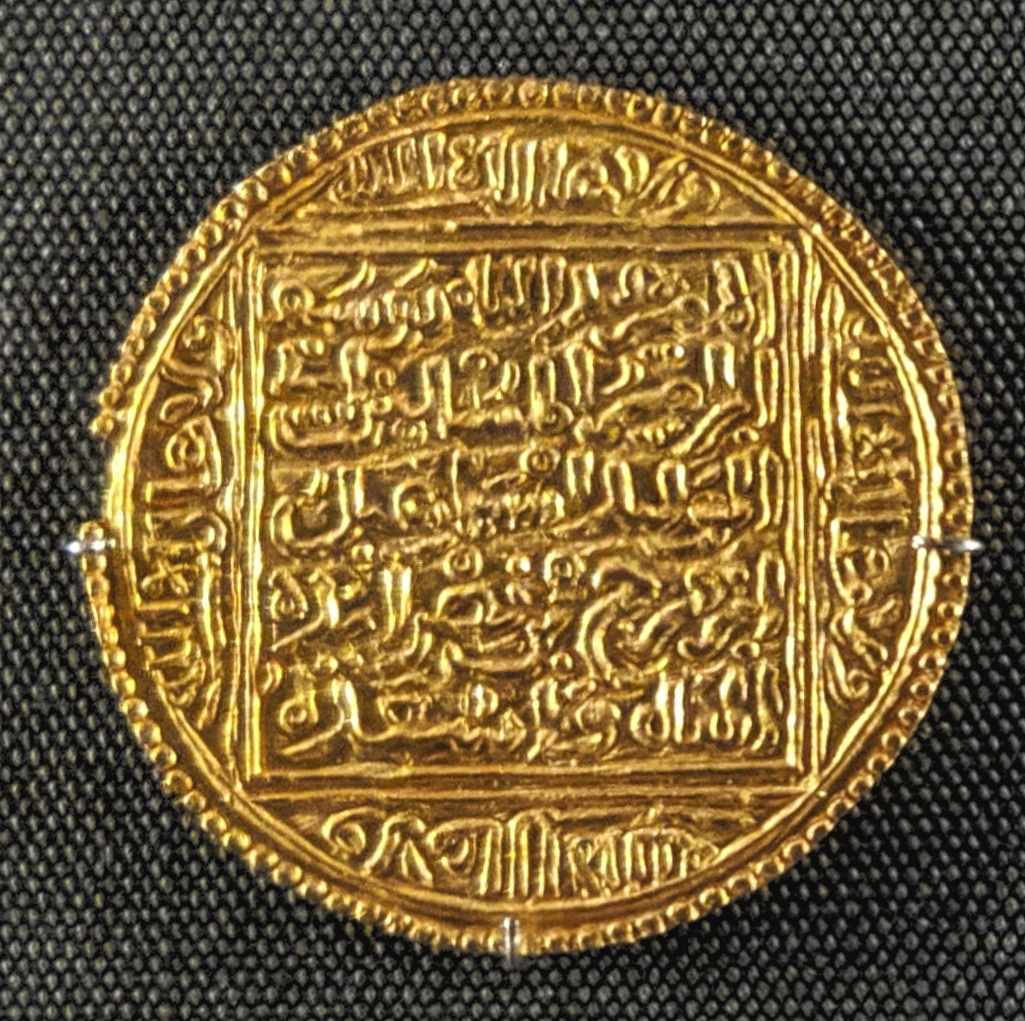
Voorzijde van een gouden Nasridische dinar tentoongesteld in een museum.

De Nasridische dinar was de munteenheid van het Nasridische Emiraat Granada in het zuiden van Spanje.

## Geschiedenis
Toen de Nasriden in de 13e eeuw in Granada aan de macht kwamen, gebruikten ze de bestaande munten van de voorgaande rijken. Niet lang daarna begon men met het slaan van hun eigen munten en verving men geleidelijk aan de voorgaande munten. De munten werden in grote hoeveelheden geslagen om te voldoen aan de schatplicht aan het christelijke koninkrijk Castilië in het noorden. Na de val van Granada in 1492 verdween de Nasridische dinar en maakte plaats voor de Spaanse real.

## Beschrijving
De Nasridische munten hebben het opschrift "Er is geen overwinnaar dan God", wat het motto was van de Nasriden. Sommige munten werden ook voorzien van verzen uit de koran.